# Rabodanges
Rabodanges és una localitat al departament normand de l'Orne. L'any 2007 tenia 167 habitants. Conformà un municipi independent fins al 2015 quan s'integrà a utanges-le-Lac.
La parròquia s'anomenà Culley-sur-Orne fins al 1650.
El nom de la localitat es testimoniada sota la forma Rabodange en 1793 i en 1801.
Topònim d'origen flamenc, Rabodanges representa una forma afrancesada de Rabodinghes, família establerta a Normandia després del segle xvi i originària de Rabodinghes de Wisques (Pas-de-Calais).

## Demografia

### Població
El 2007 la població de fet de Rabodanges era de 167 persones. Hi havia 72 famílies de les quals 24 eren unipersonals (8 homes vivint sols i 16 dones vivint soles), 24 parelles sense fills, 16 parelles amb fills i 8 famílies monoparentals amb fills.
La població ha evolucionat segons el següent gràfic:
Habitants censats

### Habitatges
El 2007 hi havia 110 habitatges, 73 eren l'habitatge principal de la família, 26 eren segones residències i 11 estaven desocupats. 108 eren cases i 2 eren apartaments. Dels 73 habitatges principals, 64 estaven ocupats pels seus propietaris i 9 estaven llogats i ocupats pels llogaters; 1 tenia una cambra, 7 en tenien dues, 14 en tenien tres, 19 en tenien quatre i 32 en tenien cinc o més. 49 habitatges disposaven pel capbaix d'una plaça de pàrquing. A 40 habitatges hi havia un automòbil i a 26 n'hi havia dos o més.

### Piràmide de població
La piràmide de població per edats i sexe el 2009 era:
| Homes | Edats   | Dones |
| ----- | ------- | ----- |
| 0     | 95 o +  | 0     |
| 0     | 90 a 94 | 0     |
| 0     | 85 a 89 | 4     |
| 4     | 80 a 84 | 0     |
| 8     | 75 a 79 | 8     |
| 0     | 70 a 74 | 4     |
| 4     | 65 a 69 | 8     |
| 4     | 60 a 64 | 4     |
| 8     | 55 a 59 | 4     |
| 4     | 50 a 54 | 0     |
| 8     | 45 a 49 | 4     |
| 0     | 40 a 44 | 4     |
| 12    | 35 a 39 | 4     |
| 4     | 30 a 34 | 8     |
| 0     | 25 a 29 | 4     |
| 4     | 20 a 24 | 4     |
| 0     | 15 a 19 | 0     |
| 4     | 10 a 14 | 8     |
| 12    | 5 a 9   | 4     |
| 8     | 0 a 4   | 4     |

## Economia
El 2007 la població en edat de treballar era de 92 persones, 69 eren actives i 23 eren inactives. De les 69 persones actives 57 estaven ocupades (37 homes i 20 dones) i 12 estaven aturades (6 homes i 6 dones). De les 23 persones inactives 14 estaven jubilades, 2 estaven estudiant i 7 estaven classificades com a «altres inactius».

### Ingressos
El 2009 a Rabodanges hi havia 65 unitats fiscals que integraven 140 persones, la mediana anual d'ingressos fiscals per persona era de 18.487,5 €.

### Activitats econòmiques
Dels 9 establiments que hi havia el 2007, 1 era d'una empresa extractiva, 2 d'empreses de transport, 2 d'empreses d'hostatgeria i restauració, 1 d'una empresa d'informació i comunicació, 1 d'una empresa immobiliària, 1 d'una empresa de serveis i 1 d'una empresa classificada com a «altres activitats de serveis».
Dels 3 establiments de servei als particulars que hi havia el 2009, 1 era una agència de treball temporal, 1 restaurant i 1 agència immobiliària.
L'any 2000 a Rabodanges hi havia 6 explotacions agrícoles que ocupaven un total de 492 hectàrees.

## Poblacions més properes
El següent diagrama mostra les poblacions més properes.